# Verena Keller (Schriftstellerin)
Verena Keller (* 1945 in Zürich) ist eine Schweizer Schauspielerin und Schriftstellerin.

## Leben
Verena Keller ist die Tochter des marxistischen Psychologen und Publizisten Franz Keller. Nach ihrer Schauspielausbildung am Bühnenstudio Zürich arbeitete sie ab 1967 in der Deutschen Demokratischen Republik als Schauspielerin. Ende der 1970er Jahre kehrte sie in die Schweiz zurück, wo sie als Schauspielerin, Kulturjournalistin und Sprachlehrerin arbeitete. 1986 verkörperte Keller die Leiterin des Asylheimes in Bernard Safariks Spielfilm Das kalte Paradies.
In ihrem 2014 im Vergangenheitsverlag erschienenen Roman Silvester in der Milchbar beschreibt sie ihre Zeit als Schauspielerin besonders in Quedlinburg. Sie liess sich unter anderem nicht vom Ministerium für Staatssicherheit anwerben und stellte den menschlichen Sozialismus als  Illusion dar.
Ihr Roman Papi, wo bist du?, der 2015 im Vergangenheitsverlag erschien, befasst sich mit ihrem Vater Franz Keller, der als  Schweizer Kommunist 1945 Frau und Tochter verliess, um sich beim Aufbau der Deutschen Demokratischen Republik zu engagieren. 2017 erschien ihr Reisebericht über eine Motorradtour auf der Route 66 von Los Angeles nach Chicago in den USA, L.A. ruft.

## Werke
- Beitrag in: Peter Arnold et al.: Zwüschehalt: 13 Erfahrungsberichte aus der Schweizer Neuen Linken. Rotpunktverlag, Zürich 1979, OCLC 600534727.
- Beitrag in: Genossenschaft Schauspiel-Akademie Zürich: 50 Jahre Schauspiel-Akademie Zürich: Festschrift zum 50jährigen Jubiläum der Schauspiel-Akademie Zürich (SAZ). 1987, OCLC 80899756.
- Silvester in der Milchbar. Erzählung. Vergangenheitsverlag, Berlin 2012, ISBN 978-3-86408-062-3.
- Papi, wo bist du? Roman. Vergangenheitsverlag, Berlin 2015, ISBN 978-3-86408-191-0.
- L.A. ruft. Omnino Verlag, Berlin 2017, ISBN 978-3-95894-036-9.